# Vince Barnett
Vince Barnett (Pittsburgh, 4 de julho de 1902 – 10 de agosto de 1977) foi um ator de cinema americano. Ele apareceu no palco originalmente antes de aparecer em mais de 400 filmes entre 1930 e 1975. 

## Primeiros anos
Barnett nasceu em 4 de julho de 1902, em Pittsburgh, Pensilvânia, filho de Luke Barnett, um comediante conhecido que se especializou em insultar e fazer piadas práticas em seu público, (O apelido profissional de Luke era "Old Man Ribber" e "the King of Ribbing"). 
Barnett se formou na Duquesne University Prep School e no Carnegie Institute of Technology. Um piloto amador ávido, ele voou em aviões por alguns anos. O diminuto Barnett, com cúpula cromada, apareceu na Broadway na edição de 1926 de Vaidades de Earl Carroll. 

## Piadas práticas
Uma reportagem de jornal de 1932 notou que "Barnett por anos [era] conhecido em Hollywood como 'costeleta profissional' - aparecendo em banquetes e festas como 'isolador' pago".  Ele insultava os convidados com um forte sotaque alemão, derramava a sopa e largava as bandejas - tudo para grande satisfação dos anfitriões que gostavam de ver seus amigos se contorcerem e murmurarem "Quem contratou aquele idiota?" Escreveu o autor Ephraim Katz: "Entre as celebradas 'vítimas' de suas piadas práticas estavam o presidente Franklin D. Roosevelt, Winston Churchill, Bernard Shaw, Henry Ford e Charles Lindbergh".
Durante a transição do cinema mudo para o som, um funcionário da MGM contratou Barnett para brincar com Louis B. Mayer. Ele personificou um especialista em som e foi a um palco sonoro em construção com Mayer, criticando a construção e usando a conversa dupla para confundi-lo. Ele terminou sua avaliação proclamando que todo o palco sonoro precisava ser destruído, e Mayer estava prestes a pedir antes que seus colegas de trabalho revelassem a brincadeira. David Niven, em suas memórias de 1975, lembrou Barnett posando como um importante diretor alemão em um banquete de testemunho para Samuel Goldwyn. Barnett deu ao convidado de honra um momento desconfortável, anunciando que Goldwyn contratou a atriz Anna Sten apenas porque ele "queria entrar em suas brigas". 

## Filme
O envolvimento inicial de Vince Barnett com Hollywood foi como roteirista, "escrevendo roteiros para dois filmes do final da década de 1920".
Ele começou a aparecer em filmes em 1930, interpretando centenas de peças de comédia e peças de apoio até se aposentar em 1975. Entre seus papéis mais importantes nas telas, estava o "secretário" idiota e analfabeto dos gângsteres em Scarface. A partir de 1930, Barnett apareceu, geralmente como alívio de comédia, nos filmes e na televisão em uma carreira de 45 anos. Entre seus primeiros papéis mais conceituados, além de Scarface, estavam The Big Cage (1933), Thirty Day Princess (1934) e, em uma parte runyonesca perfeitamente adequada, Princess O'Hara (1935), onde faz uso de gírias regionais. Ele foi uma presença bem-vinda nas comédias e mistérios  de filmes "B": como gângsteres runyonescos em Petticoat Larceny (1943), Little Miss Broadway (1947) e Gas House Kids Go West (1947), e notadamente como o entusiasta companheiro de Tom Conway em O álibi do falcão (1946). Após a Segunda Guerra Mundial, com os estúdios de Hollywood fazendo menos filmes, Barnett tornou-se um rosto familiar na televisão.

## Anos posteriores e morte
Em uma de suas últimas aparições públicas, Barnett exibiu sua marca de humor única com um monólogo, entregue no Madison Square Garden na revista vaudeville The Big Show de 1936.
Barnett morreu de doença cardíaca em 10 de agosto de 1977, no Centro Médico do Hospital Encino. Ele deixou sua esposa, Kit, um irmão e uma irmã.

## Filmografia selecionada
- Wide Open (1930) - Dvorak
- All Quiet on the Western Front (1930) - Assistant Cook (uncredited)
- Night Work (1930) - Headwaiter (uncredited)
- Her Man (1930) - Waiter (uncredited)
- One Heavenly Night (1931) - Egon, Chauffeur (uncredited)
- Scandal Sheet (1931) - Barrett, Convict Reporter (uncredited)
- Side Show (1931) - The Great Santini (uncredited)
- Scratch-As-Catch-Can (1931, Short)
- Scarface (1932) - Angelo
- Horse Feathers (1932) - Speakeasy Patron (uncredited)
- The Night Mayor (1932) - Louis Mossbaum, Tailor
- Tiger Shark (1932) - Fishbone
- Heritage of the Desert (1932) - Windy
- Rackety Rax (1932) - 'Dutch'
- The Death Kiss (1932) - Officer Gulliver
- Flesh (1932) - Waiter
- Hallelujah, I'm a Bum (1933) - Assistant (uncredited)
- Fast Workers (1933) - Spike
- The Big Cage (1933) - Soupmeat
- Made on Broadway (1933) - Snitz Lepedis
- The Girl in 419 (1933) - Otto Hoffer
- Sunset Pass (1933) - Windy
- Tugboat Annie (1933) - Cab Driver (uncredited)
- Man of the Forest (1933) - Little
- The Prizefighter and the Lady (1933) - Bugsie
- The Ninth Guest (1934) - William Jones
- Madame Spy (1934) - Peter
- Registered Nurse (1934) - Jerry
- Thirty-Day Princess (1934) - Count Nicholaus
- Now I'll Tell (1934) - Peppo
- The Cat's-Paw (1934) - Wilks - a Gangster
- The Affairs of Cellini (1934) - Ascanio
- She Loves Me Not (1934) - Baldy Schultz
- Take the Stand (1934) - Tony
- Kansas City Princess (1934) - Quincy - Dynamite's Henchman
- Young and Beautiful (1934) - Sammy
- No Ransom (1934) - Bullet
- Crimson Romance (1934) - The Courier
- Hell in the Heavens (1934) - Ace McGurk
- The Secret Bride (1934) - Drunk in Diner
- Princess O'Hara (1935) - Fingers
- Black Fury (1935) - Kubanda
- Silk Hat Kid (1935) - Mr. Rabinowitz
- Don't Bet on Blondes (1935) - Chuck aka 'Brains'
- Champagne for Breakfast (1935) - Bennie
- Streamline Express (1935) - Mr. Jones
- I Live My Life (1935) - Clerk
- Riffraff (1936) - Lew
- Dancing Feet (1936) - Willoughby
- Captain Calamity (1936) - Burp
- Down to the Sea (1936) - Hector
- San Francisco (1936) - New Year's Eve Drunk (uncredited)
- I Cover Chinatown (1936) - Puss McGaffey - the Bus Driver
- Yellow Cargo (1936) - Speedy 'Bulbs' Callahan
- We're in the Legion Now! (1936) - Spike Conover
- After the Thin Man (1936) - Wrestling Manager at Party (uncredited)
- The Woman I Love (1937) - Mathieu
- A Star Is Born (1937) - Otto (uncredited)
- Bank Alarm (1937) - Clarence 'Bulb' Callahan
- Boots of Destiny (1937) - Acey Ducey - Sidekick
- The Singing Cowgirl (1938) - Kewpie
- The Headleys at Home (1938) - Vince Bergson
- Sunset Murder Case (1938) - Barney
- Water Rustlers (1939) - Mike - the cook
- Ride 'em, Cowgirl (1939) - Dan Haggerty
- Exile Express (1939) - Deputy Constable
- Overland Mail (1939) - Porchy
- Heroes of the Saddle (1940) - Night Watchman
- East Side Kids (1940) - Whisper
- Boys of the City (1940) - Simp
- Stranger on the Third Floor (1940) - Cafe Customer (uncredited)
- Seven Sinners (1940) - Bartender
- A Girl, a Guy, and a Gob (1941) - Bystander with Packages (uncredited)
- Mr. District Attorney (1941) - Coroner's Messenger (uncredited)
- Paper Bullets (1941) - Scribbler, a Petty Forger
- Blondie in Society (1941) - Mr. Wade (uncredited)
- Puddin' Head (1941) - Otis Tarbell
- A Dangerous Game (1941) - Ephriam
- Jungle Man (1941) - Buckthorn - 'Buck' the Guide
- Sierra Sue (1941) - Shooting-Gallery Pitchman (uncredited)
- I Killed That Man (1941) - Drunk
- Blonde Comet (1941) - Curly
- Pardon My Stripes (1942) - Bartender (uncredited)
- Girls' Town (1942) - Dimitri
- Klondike Fury (1942) - Alaska
- The Corpse Vanishes (1942) - Sandy
- Gallant Lady (1942) - Baldy
- Stardust on the Sage (1942) - Sam Haskins
- My Favorite Spy (1942) - Kay's 2nd Taxi Driver (uncredited)
- The Phantom Plainsmen (1942) - Deputy (uncredited)
- Baby Face Morgan (1942) - Lefty Lewis
- Foreign Agent (1942) - Drunk
- Bowery at Midnight (1942) - Charley
- X Marks the Spot (1942) - George
- Queen of Broadway (1942) - Schultz
- Thundering Trails (1943) - Jailer (uncredited)
- Cosmo Jones, Crime Smasher (1943) - Henchman 'Gimp'
- Kid Dynamite (1943) - Klinkhammer
- High Explosive (1943) - Truck Driver (uncredited)
- Captive Wild Woman (1943) - Curley
- Petticoat Larceny (1943) - Stogie
- Danger! Women at Work (1943) - Benny
- Tornado (1943) - Albany Alvin (uncredited)
- Sweethearts of the U.S.A. (1944) - Clipper - 3rd Robber
- The Mask of Dimitrios (1944) - Card Game Kibitzer (uncredited)
- Leave It to the Irish (1944) - Barney Baker
- The Big Show-Off (1945) - Voice Teacher's Student (uncredited)
- High Powered (1945) - Worker at Dance
- Thrill of a Romance (1945) - Oscar
- River Gang (1945) - Organ Grinder
- Sensation Hunters (1945) - Agent
- The Falcon's Alibi (1946) - Goldie Locke
- The Virginian (1946) - Baldy
- Two Sisters from Boston (1946) - Singing Waiter (uncredited)
- Bowery Bombshell (1946) - Street Cleaner
- The Killers (1946) - Charleston
- No Leave, No Love (1946) - Ben
- Swell Guy (1946) - Sam Burns
- The Mighty McGurk (1947) - Tailor (uncredited)
- My Brother Talks to Horses (1947) - Schuyler (uncredited)
- I Cover Big Town (1947) - Louis Murkil
- Shoot to Kill (1947) - Charlie Gill
- Gas House Kids Go West (1947) - Steve
- Little Miss Broadway (1947) - Mack Truck
- The Trespasser (1947) - Bartender
- Brute Force (1947) - Muggsy - Convict in Kitchen
- Joe Palooka in the Knockout (1947) - Russell
- The Flame (1947) - Stage Door Attendant (uncredited)
- Big Town After Dark (1947) - Louie Snead
- High Wall (1947) - Henry Cronner
- Big Town Scandal (1948) - Louie Snead
- Thunder in the Pines (1948) - Bernard - Bartender
- Loaded Pistols (1948) - Sam Gardner
- Knock on Any Door (1949) - Carl Swanson - Bartender (uncredited)
- Big Jack (1949) - Tom Speed (uncredited)
- Deputy Marshall (1949) - Hotel Desk Clerk
- Mule Train (1950) - Joe - Barber
- Storm Over Wyoming (1950) - Telegraph Clerk (uncredited)
- The Second Woman (1950) - Giovanni Strobini (uncredited)
- Border Treasure (1950) - Pokey
- International Burlesque (1950)
- Hunt the Man Down (1950) - Joe (uncredited)
- Kentucky Jubilee (1951) - Mugsy
- I'll See You in My Dreams (1951) - Burlesk Comedian (uncredited)
- On Dangerous Ground (1951) - George (uncredited)
- Red Planet Mars (1952) - Seedy Man Listening to Radio (uncredited)
- Carson City (1952) - Henry
- Springfield Rifle (1952) - Cook (uncredited)
- The Jazz Singer (1952) - Bartender (uncredited)
- Ring of Fear (1954) - Vendor (uncredited)
- Charade (1954) - Berg
- The Human Jungle (1954) - Old Mugging Victim (uncredited)
- The Crooked Web (1955) - Ed, Stan's Partner in Drive-In (uncredited)
- The Quiet Gun (1957) - Undertaker
- Outlaw Queen (1957) - Gamler
- Monkey on My Back (1957) - Mushy - Barney's Trainer (uncredited)
- Girl on the Run (1958) - Janitor
- The Rookie (1959) - 1st Janitor
- Zebra in the Kitchen (1965) - Man in Manhole
- The Family Jewels (1965) - Oil Change Customer (uncredited)
- Dr. Goldfoot and the Bikini Machine (1965) - Janitor
- Green Acres, ‘The Price of Apples’ (1966, TV Series) - Gus
- Andy Griffith Show (1967–1968, TV Series) - Elmo
- The Spy in the Green Hat (1967) - 'Scissors'
- The Big Mouth (1967) - Man at Telephone Booth (uncredited)
- The Fastest Guitar Alive (1967) - Prescott Townsman (uncredited)
- Mayberry R.F.D. (1968–1970, TV Series) - Elmo
- Summer School Teachers (1974) - Principal Adams
- Crazy Mama (1975) - Homer
- Sixpack Annie (1975) - Bartender